# Maurilia bifasciata
Maurilia bifasciata är en fjärilsart som beskrevs av M.Gaede 1915. Maurilia bifasciata ingår i släktet Maurilia och familjen trågspinnare. Inga underarter finns listade i Catalogue of Life.